# Toon Hermans

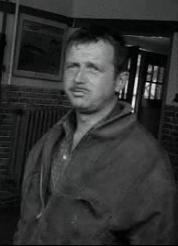
Toon Hermans (1956)

Toon Hermans, pseudònim artístic d'Antoine Gerard Theodore Hermans (Sittard, 17 desembre 1916 — Nieuwegein, 22 abril 2000) va ser un conegut cantant de cabaret neerlandès.
El 1979 va guanyar el Gouden Harp, un premi presistigiós de la cançó lleugera neerlandesesa.

## Discografia
- Herinneringen aan.